# СЭС Батагай
СЭС Батагай — солнечная электростанция, расположенная в посёлке Батагай Верхоянского района Якутии. До 2022 года являлась крупнейшей солнечной электростанцией за северным полярным кругом. Введена в эксплуатацию 23 июня 2015 года. Собственник электростанции — АО «Сахаэнерго» (дочернее общество ПАО «Якутскэнерго», входит в группу РусГидро).

## Описание
Установленная электрическая мощность Батагайской СЭС составляет 1 МВт. Электростанция функционирует синхронно с существующей дизельной электростанцией. На площади 3,8 га установлено 3360 мультикристаллических солнечных модулей китайской фирмы Suntech Power, мощностью по 300 Вт каждая. При строительстве использовалось оборудование немецких, китайских и отечественных производителей. Постоянный ток, вырабатываемый солнечными панелями, преобразуют в переменный ток инверторов мощностью по 25 кВт. Вырабатываемая станцией электроэнергия позволяет ежегодно экономить до 300 тонн дизельного топлива.
Генеральным подрядчиком являлось ООО «Хелиос стратегия», заказчик ОАО «РАО Энергетические системы Востока» (входит в группу «РусГидро»). Конкурс проведен в 2014 году, сумма контракта составила 185 млн руб.. В начале 2016 г. СЭС Батагай передана в аренду АО «Сахаэнерго» за 189 млн рублей, на 11 лет.
2 декабря 2015 года СЭС Батагай была занесена в Книгу рекордов Гиннесса как самая северная в мире солнечная электростанция.
Рассматривалась возможность строительства второй очереди, в результате суммарная мощность станции может составить 4 МВт.